# Adijat Olarinoye
Adijat Adenike Olarinoye (14 de julio de 1999) es una deportista nigeriana que compite en halterofilia. Ganó una medalla de plata en el Campeonato Mundial de Halterofilia de 2021, en la categoría de 55 kg.

## Palmarés internacional
| Campeonato Mundial | Campeonato Mundial   | Campeonato Mundial | Campeonato Mundial |
| Año                | Lugar                | Medalla            | Categoría          |
| ------------------ | -------------------- | ------------------ | ------------------ |
| 2021               | Taskent (Uzbekistán) | Medalla de plata   | 55 kg              |